# Филобутонистика
Филобутонистика — коллекционирование и изучение форменных и простых пуговиц, их внешнего вида, надписей, символики изображений, материала, места и времени изготовления. Составление художественных произведений из пуговиц.